# Malching
Malching è un comune tedesco di 1 284 abitanti, situato nel land della Baviera.